# Místo činu: Umění války
Místo činu: Umění války (v německém originále Tatort: Die Kunst des Krieges) je rakouský televizní film, součást kriminálního seriálu Místo činu. Film měl premiéru na kanálech ORF a Das Erste 4. září 2016. Premiéra v Česku se uskutečnila 30. června 2019 na televizní stanici Prima.

## Obsazení
| Harald Krassnitzer | Moritz Eisner           |
| Adele Neuhauser    | Bibi Fellner            |
| Puti Kaisar-Mihara | Mina Sandra Nomura Asie |
| Nancy Mensah-Offei | Afričanka               |